# Las Regueras
Las Regueras (em castelhano) ou Les Regueres (em asturiano) é um concelho (município) da Espanha na província e Principado das Astúrias. Tem 65,85 km² de área e em 2019 tinha 1 826 habitantes (densidade: 27,7 hab./km²).

## Freguesias
Las Regueras divide-se em seis parroquias (freguesias):
- Biedes
- Santullano
- Soto
- Trasmonte
- Valduno
- Valsera

## Demografia
| Variação demográfica do município entre 1970 e 2006 | Variação demográfica do município entre 1970 e 2006 | Variação demográfica do município entre 1970 e 2006 | Variação demográfica do município entre 1970 e 2006 |
| --------------------------------------------------- | --------------------------------------------------- | --------------------------------------------------- | --------------------------------------------------- |
| 1970                                                | 1980                                                | 2001                                                | 2006                                                |
| 3 342                                               | 2 880                                               | 2 145                                               | 2 048                                               |